# قائمة المساجد في لبنان
هذه قائمة بالمساجد في لبنان
| الاسم                                        | صورة | المدينة                                                | سنة الإنشاء       | ملاحظات |
| -------------------------------------------- | ---- | ------------------------------------------------------ | ----------------- | --- |
| مسجد العطار                                  |      | مدينة طرابلس.                                          |                   | |
| مسجد البرطاسي                                |      | مدينة طرابلس.                                          |                   | [ 1 ] |
| مسجد الأمير فخر الدين                        |      | بلدة دير القمر، قضاء الشوف، محافظة جبل لبنان           | عام 1493 م.       | يُنسب بناء المسجد إلى الأمير فخر الدين المعني الأول، ويعد أقدم مسجد في محافظة جبل لبنان.                                                    |
| جامع الأمير منصور عساف                       |      | مدينة بيروت.                                           | عام 1597 م.       | |
| جامع الأمير منذر                             |      | مدينة بيروت.                                           | 1616-1633م.       | |
| جامع فتحي                                    |      |                                                        |                   | |
| جامع المجيدية                                |      | مدينة بيروت.                                           | القرن التاسع عشر. | |
| المسجد المنصوري الكبير أو مسجد طرابلس الكبير |      | مدينة طرابلس.                                          | 1314م.            | تم بناؤه في الفترة المملوكية، من عام 1294 إلى عام 1314، حول بقايا كنيسة القديسة مريم الصليبية.                                             |
| جامع محمد الأمين                             |      | ساحة الشهداء، مدينة بيروت.                             | 2008م.            | |
| المسجد العمري الكبير                         |      | مدينة بيروت.                                           | 1291م.            | |
| مسجد التوبة                                  |      | مدينة طرابلس.                                          | القرن الرابع عشر. | كان عبارة عن مبنى مملوكي تم بناؤه في القرن الرابع عشر، ولكن الفيضان الذي حدث عام 1612 دمره. تم ترميم المسجد خلال الفترة العثمانية المبكرة. |
| جامع طينال                                   |      | مدينة طرابلس.                                          | 1336م.            | |
| جامع الأويسي                                 |      | مدينة طرابلس.                                          |                   | |
| مسجد البحر (لبنان)                           |      | مدينة صيدا.                                            | 775هـ/1373م       | |
| مسجد السلطان عبد المجيد                      |      | مدينة جبيل، محافظة جبل لبنان.                          | 1186 م.           | |
| مسجد التقوى                                  |      | قرية جويا، قضاء صور، محافظة جنوب لبنان.                |                   | |
| مسجد الخاشقجي                                |      | مدخل بيروت الجنوبي محلة قصقص بيروت قرب مستديرة شاتيلا. | 1981              | |